# アールト大学
アールト大学、アアルト大学（フィンランド語: Aalto-yliopisto, スウェーデン語: Aalto-universitetet, 英語: Aalto University) は、フィンランドのエスポーに大部分の拠点を持つ大学。
大学名はフィンランドの著名な建築家・デザイナーであるアルヴァ・アールトに由来する。彼は、かつてのヘルシンキ工科大学の卒業生であり、メインキャンパスであるオタニエミキャンパスの初期の設計も手がけた。

## 概要
フィンランドにあった3つの大学が合併のうえ2010年に設立された。合併の対象となった大学はそれぞれ、ヘルシンキ工科大学（1849年創立）、ヘルシンキ経済大学（1904年創立）、ヘルシンキ美術大学（1871年創立）であり、この合併はフィンランド国内の公立大学経営の効率化によって開始されたが、結果としてアールト大学は政府の産官学連携型のイノベーション推進の役割を担うことになった。したがって、アールト大学はエンジニアリング、アート＆デザイン、ビジネスの各コミュニティを密接に連携させた学際的な教育と研究を強みとしている。
アールト大学は6つの学部からなり、19,000人の学生と5,000人の教職員から構成されている。規模としてはフィンランドで3番目に大きな大学である。6つの学部はどれも各領域で世界的な評価を獲得している。特にアート・デザイン・建築学部は、QS世界大学ランキングのアート＆デザイン分野（過去最高順位）で世界第6位、欧州第4位であり、同分野の先進的な教育・研究機関として著名である。
メインキャンパスはエスポー市のオタニエミ地区にあり、全学部がこのメインキャンパスを使用している。加えて、ヘルシンキ市のトーロ地区にあるキャンパスにはビジネス学部の一部機能が配置され、ヘルシンキ市外のミッケリ、ポリ、ヴァーサにもいくつかのユニットがある。
なおアート・デザイン・建築学部は2018年のメインキャンパス移転以前はヘルシンキ市内のアラビアンランタ地区に所在していた。
またアールト大学は、フィンランド政府による新たな高等教育の公開実験の場としても活用されており、アールト・デザイン・ファクトリー、AppCampus、ADD LAB、アールト・ベンチャー・プログラムは、大学の使命である学際的な学習へのラディカルな移行を後押ししており、ヘルシンキをスタートアップ企業の中心地として盛り上げるための重要な貢献を果たしてきた。Aaltoes（Aalto Entrepreneurship Society、アールト起業家協会）は、学生により運営されるヨーロッパ最大の起業家コミュニティであり、スタートアップとしてサウナ促進プログラムを組織し、2010年以降に3,600万米ドル以上のファンドを集めた。

## 沿革
2004年、フィンランド金融省のアンネ・ブルニラが主導するワークグループは、フィンランドには大学やその他の高等教育機関が多すぎるので整理・統合すべきであると結論づけた。この決定を受け、当時ヘルシンキ美術大学の学長であったユルヨ・ソタマーは、2005年の学長就任演説にて、既存の大学を合併しアールト大学を創設するという提案を行った。そうすれば、ユニークかつ学際的な大学が誕生し、革新的な考えを生み出すことができるようになるとソタマーは考えたのである。
フィンランド教育省はこの構想に注目し、金融省のトップであるライモ・サイラスに声をかけ、大学合併の可能性を探る調査官に任命した。サイラスのグループは、合併はフィンランドのアカデミズムと経済にとって有益であると報告した。この調査結果をもとに、フィンランド政府は2007年11月11日、合併プロジェクトを進めることを決定した。
2008年5月29日、新しい大学の名前はフィンランドの建築家アルヴァ・アールトにちなんだものにすると政府は発表した。技術、経済、アートという3領域にわたるアールトの功績を讃えてのことである。2008年6月25日、当時のフィンランド教育大臣サリ・サルコマーは、フィンランドの産業界と専門機関の代表者とともに、ヘルシンキにてアールト大学憲章に署名した。2008年12月19日、理事会はトゥーラ・テーリ教授をアールト大学初代学長に選出した。
アールト大学は2010年1月1日に開学した。大学が基金を集められるようにするため、創立過程において、フィンランドの大学関連法規は改正された。寄付金集めは現在も続いており、目標値は個人寄付だけで2億ユーロを達成することである。個人寄付の総額の2.5倍、最大5億ユーロがフィンランド政府により補強されるので、資金調達プロジェクトの目標額は合計7億ユーロとなる。

### ヘルシンキ工科大学

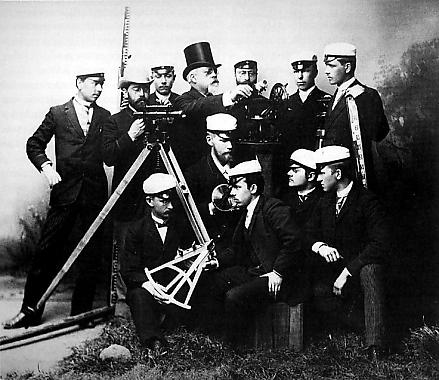
教授と一緒に測量する学生たち。ヘルシンキ工科大学初期の様子。

アールト大学創立時に創設された4つの理工系学部は、旧ヘルシンキ工科大学（TKK）の学部に由来する。ヘルシンキ工科大学は、1849年にニコライ1世によって工芸学校として創立され、1908年に大学の地位を得た。1966年、ヘルシンキ工科大学はヘルシンキ中心部のヒエタラハティから現在のオタニエミキャンパスに移転した。
他の2大学との合併によりアールト大学が創立された際、ヘルシンキ工科大学は約250人の教員と約15,000人の学生を抱えており、アールト大学の最大の構成要素となった。合併後、旧ヘルシンキ工科大学は短期間、アールト大学理工学部となったのち、2011年、合併前の学部構成に沿う形で、化学技術学部（CHEM）、電気工学部（ELEC）、工学部（ENG）、理学部（SCI）の4学部に分割された。

### ヘルシンキ経済大学
ヘルシンキ経済大学（HSE）は、1904年に財界の手によりヘルシンキで創立され、1911年に大学の地位を得た。それ以降、私立大学として運営されていたが、1974年からはフィンランド政府が大学の予算を管理するようになった。
合併後、大学名はアールト大学経済学部になったが、現在はアールト大学ビジネス学部（Aalto BIZ)へと改名している。

### ヘルシンキ美術大学

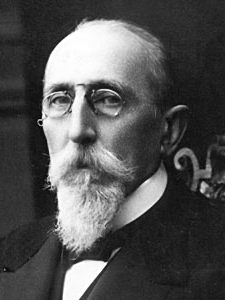
レオ・ミシュランはヘルシンキ美術大学の初期学長の一人。

ヘルシンキ美術大学は1871年に創立され、北欧最大規模の美術大学であった。視聴覚メディアの国立研究開発センターであるメディアセンター・ルームも大学内に設置されていた。学士、修士、博士課程を持っていた。
ヘルシンキ美術大学は、民間セクターを通じた研究プロジェクトの企画と産業コラボレーションを盛んに推進していた。ユルヨ・ソタマーのリーダーシップのもと、フィンランドのイノベーションネットワークにデザインを統合する動きが活発であった。
大学合併により、大学の名前はアールト大学美術学部へと変わった。2012年には、もともとヘルシンキ工科大学の一部であった建築学部の移転・合併に伴い、アールト大学アート・デザイン・建築学部（Aalto ARTS）に改名した。

## 運営組織・構成

### ガバナンス体制
アールト大学は、アールト大学財団のもとに法人化されており、7人の理事から構成されるアールト大学財団理事会によって運営されている。理事会は財団の経営戦略、執行、予算について決定し、長期計画の策定、大学学長・副学長の任命を行う。アールト大学初代学長は、分子遺伝学者のトゥーラ・テーリ教授が務めた。彼女はスウェーデン王立工科大学（スウェーデン、ストックホルム）の元副学長であった。アールト大学は6つの学部からなり、それぞれ学部長のもと自律的な行政構造を備える。

### 学部
アールト大学は2011年初めから6学部体制であるが、これらはもともと3つの大学からできたものである。各々の学部は、複数の学科・研究所と研究ユニットを抱えている。
- アート・デザイン・建築学部（School of Arts, Design and Architecture; 通称ARTS）
- ビジネス学部（School of Business; 通称BIZ）
- 化学技術学部（School of Chemical Technology; 通称CHEM）
- 電気工学部（School of Electrical Engineering; 通称ELEC）
- 工学部（School of Engineering; 通称ENG）
- 理学部（School of Science; 通称SCI）

### その他ユニット・研究所
- アールト起業家センター（Aalto Center for Entrepreneurship）
  - Aaltoes（Aalto Entrepreneurship Society）：オタニエミキャンパスにある共同スペース・シードアクセラレーター
- アールト大学図書館（Aalto University Library）
- アールト大学職業能力開発所（Aalto University Professional Development、旧・生涯学習研究所ディポリ）
- ファクトリー（Factories）：学際的協同ネットワーク[7]
  - デザインファクトリー（Design Factory）
  - メディアファクトリー（Media Factory）
  - サービスファクトリー（Service Factory）
- アールト科学研究所（Aalto Science Institute）：学際的研究イニシアティブ
- ヘルシンキ情報工学研究所（Helsinki Institute for Information Technology、ヘルシンキ大学との共同研究ユニット）
- ヘルシンキ物理研究所（Helsinki Institute of Physics、ヘルシンキ大学、ユヴァスキュラ大学、ラッペーンランタ大学、タンペレ工科大学と共同運営）

## キャンパス
大学のメインキャンパスは、ヘルシンキ都心から6kmほど離れた、エスポー市のオタニエミ地区に位置する。旧ヘルシンキ工科大学のキャンパスを引き継いだもので、本館などの建物はアルヴァ・アールトの設計による。オタニエミには大学のほか、いくつかのハイテク企業、フィンランドの林業の連携実験研究所KCL、ビジネスインキュベーターのインノポリ、テクノポリスなどが拠点を置いている。また、生命科学センターや、ノキアやフォータムなどの著名なフィンランド企業が本部を置くケイラニエミ地区にも隣接している。2017年11月に開業したヘルシンキ地下鉄アールト大学駅がキャンパスに直結しており、ヘルシンキ中央駅から約12分の距離にある。
以前は、ヘルシンキ市のアラビア地区とトーロ地区の2箇所に、それぞれヘルシンキ美術大学とヘルシンキ経済大学から引き継いだキャンパスがあった。しかし、2019年までに全学部がオタニエミに移転し、トーロ地区の旧ビジネス学部本館はもっぱらエグゼクティブ教育課程のために使用されている。

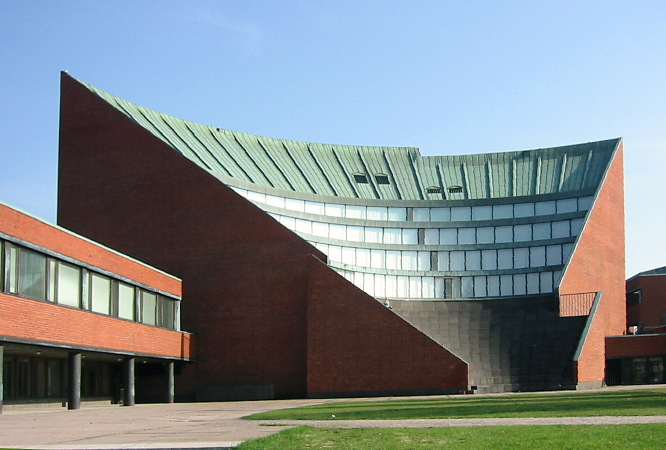
オタニエミキャンパス本館にあるアルヴァ・アールト記念講堂。
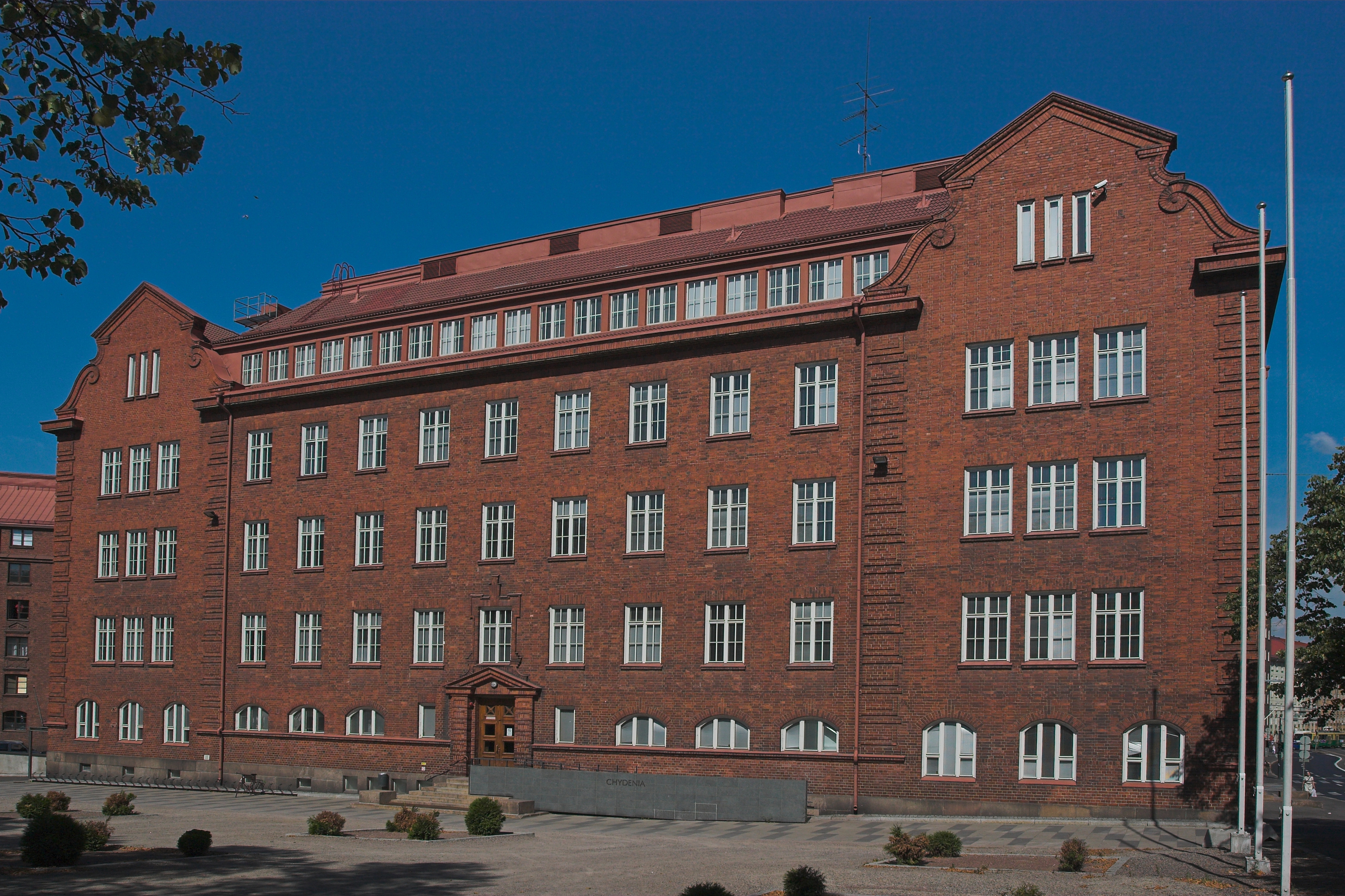
旧ビジネス学部のチデニア棟。
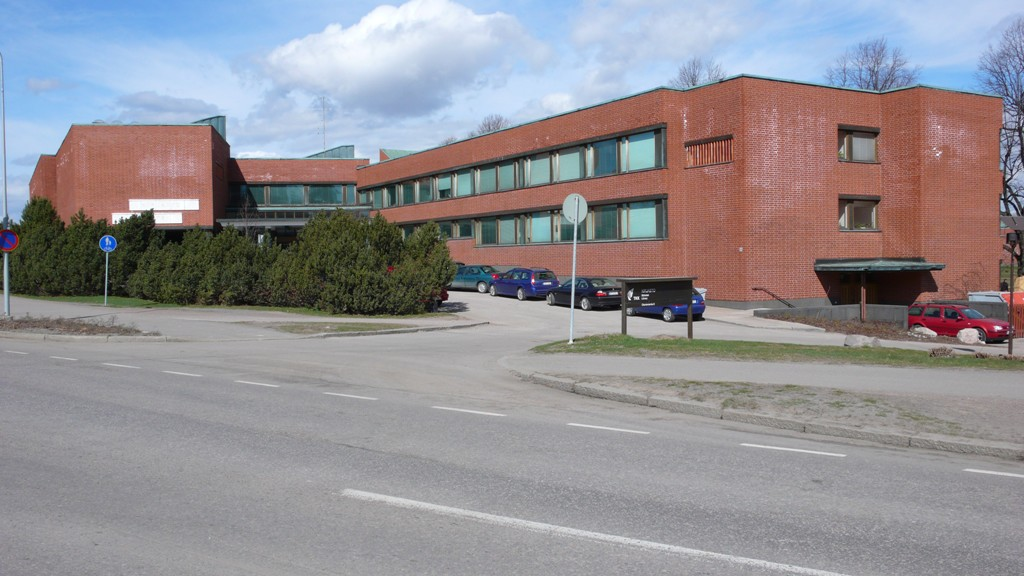
図書館本館。1970年にオタニエミに作られた。
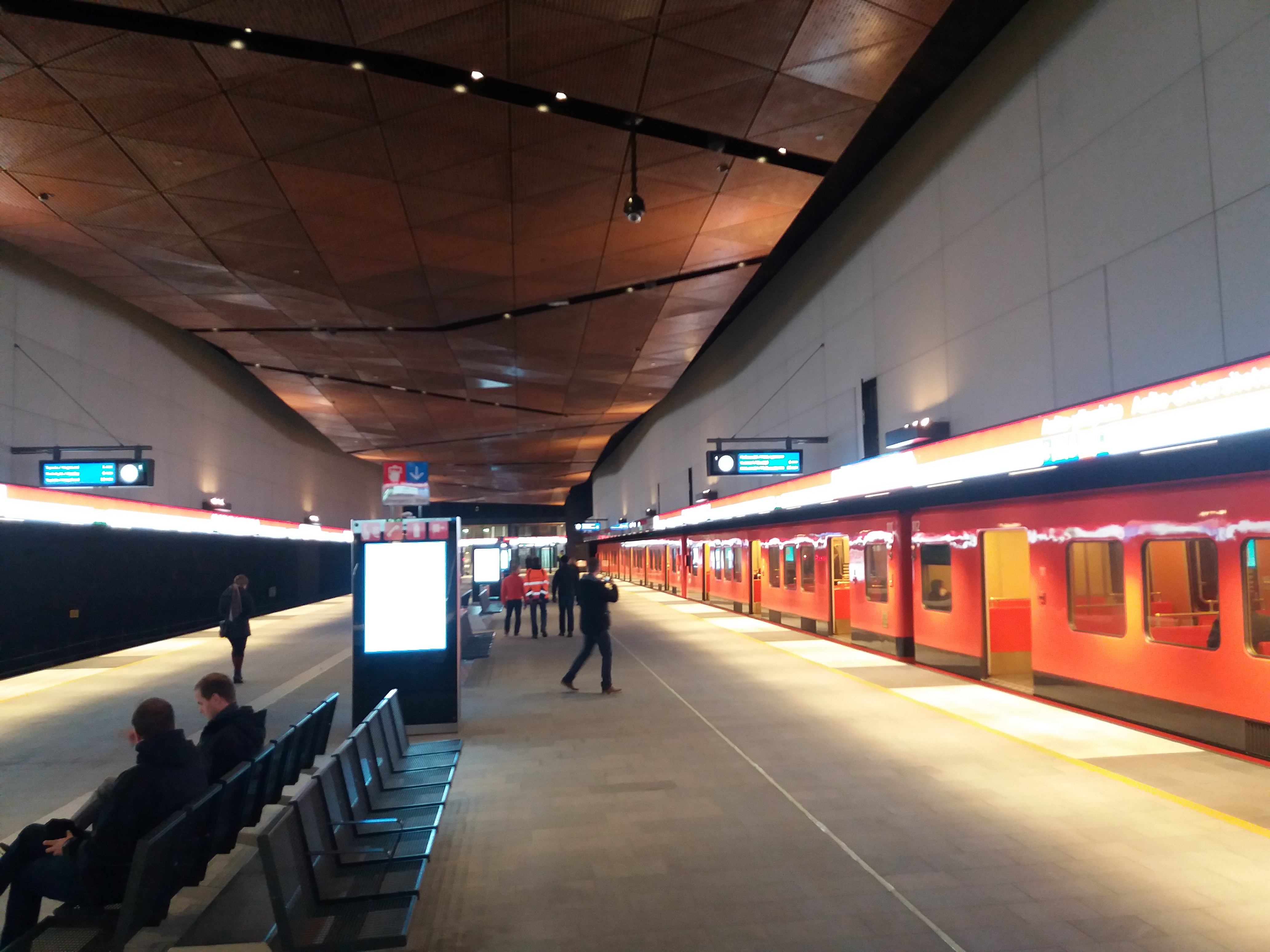
ヘルシンキ地下鉄アールト大学駅。

「Teekkarikylä」と呼ばれる学生寮には、学生2,000人が住んでいる。この寮もオタニエミにある。100を超える学生団体が学内に存在し、スポーツから音楽まで幅広い課外活動の機会を提供している。

## アート・デザイン・建築学部

### アート・デザイン・建築学部
アート・デザイン・建築学部は138年にわたってフィンランドのアート・デザイン教育を牽引してきた。国際的な大学院大学であり、世界の50カ国以上から留学生が集まる。博士課程、修士課程、学士課程を有しており、学位を取れる分野として、ファインアート、デザイン、ニューメディア、美術教育、視覚文化、映像、プロダクションデザインなど多様な専攻がある。アート・デザイン・建築学部は、学際的研究プログラムを発展させたパイオニア的存在であり、現在ではサービスデザイン、ソーシャルデザイン、参加型デザイン、デザインマネジメント、サスティナビリティ学といった先駆的なデザイン領域の教育・研究を牽引している。
現在の学部名が付けられたのは、2012年に建築学科が工学部（旧・ヘルシンキ工科大学）から移転してきたときである。建築学科は、建築とランドスケープアーキテクチュア学の理学修士号を授与している。

## 著名な卒業生
アールト大学を構成する3大学は、それぞれの領域においてフィンランドを代表する人物を輩出してきた。第二次世界大戦の後、フィンランドの経済は成長し、フィンランドの企業は世界市場プレイヤーの座に上ったが、それに合わせて高度な技能とリーダーシップを備えた人材を求めるようになった。ヘルシンキ工科大学とヘルシンキ経済大学は、国内最高峰の大学としてこのニーズに応えてきた。20世紀後半には、両大学は入学生数を大幅に増やすことになったが、それは市場が急成長し、要求が多大なものになったからである。他方で、ヘルシンキ美術大学はアート・デザイン領域における数多くの有名人を育てており、彼・彼女らが今日フィンランド・デザインとして知られる際立った様式を創出してきたのである。

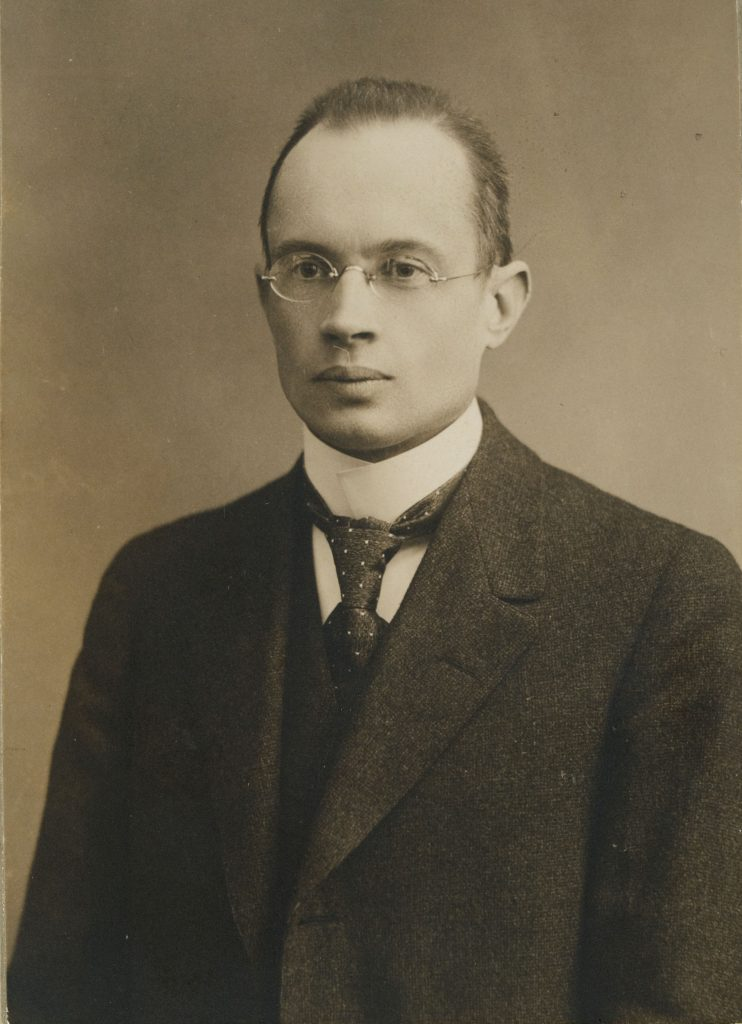
グンナー・ノルドシュトルム D.Sc. 教授 理論物理学者
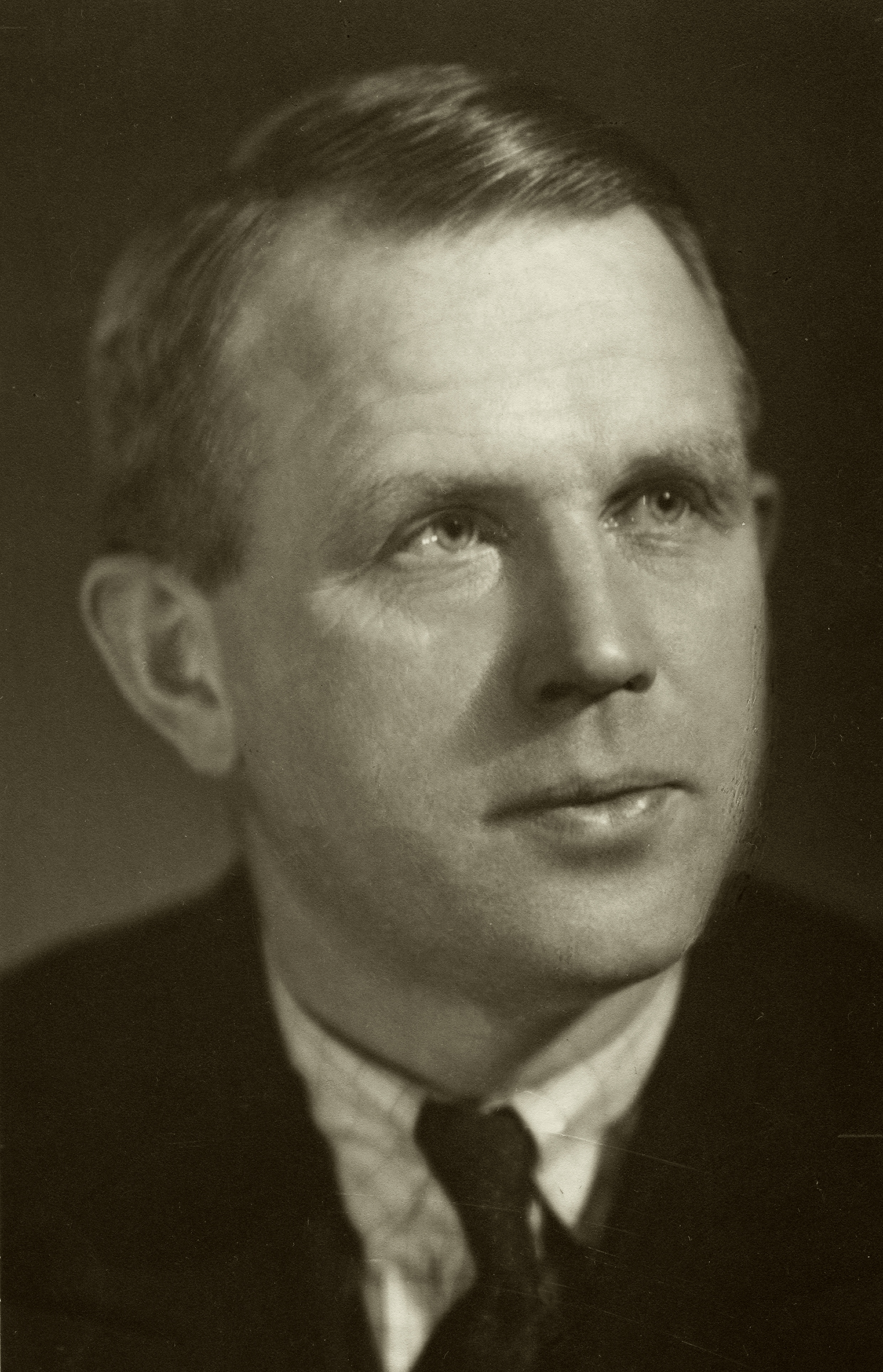
アルトゥーリ・ヴィルタネン D.Sc. 教授 ノーベル賞受賞者
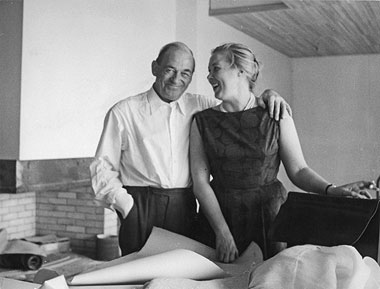
アルヴァ・アールト M.Sc (Arch.) 建築家
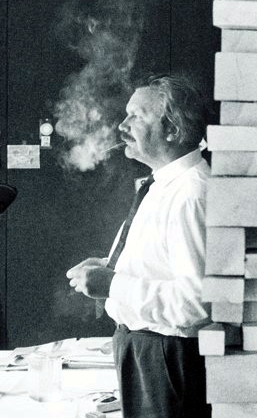
タピオ・ヴィルカラ デザイナー
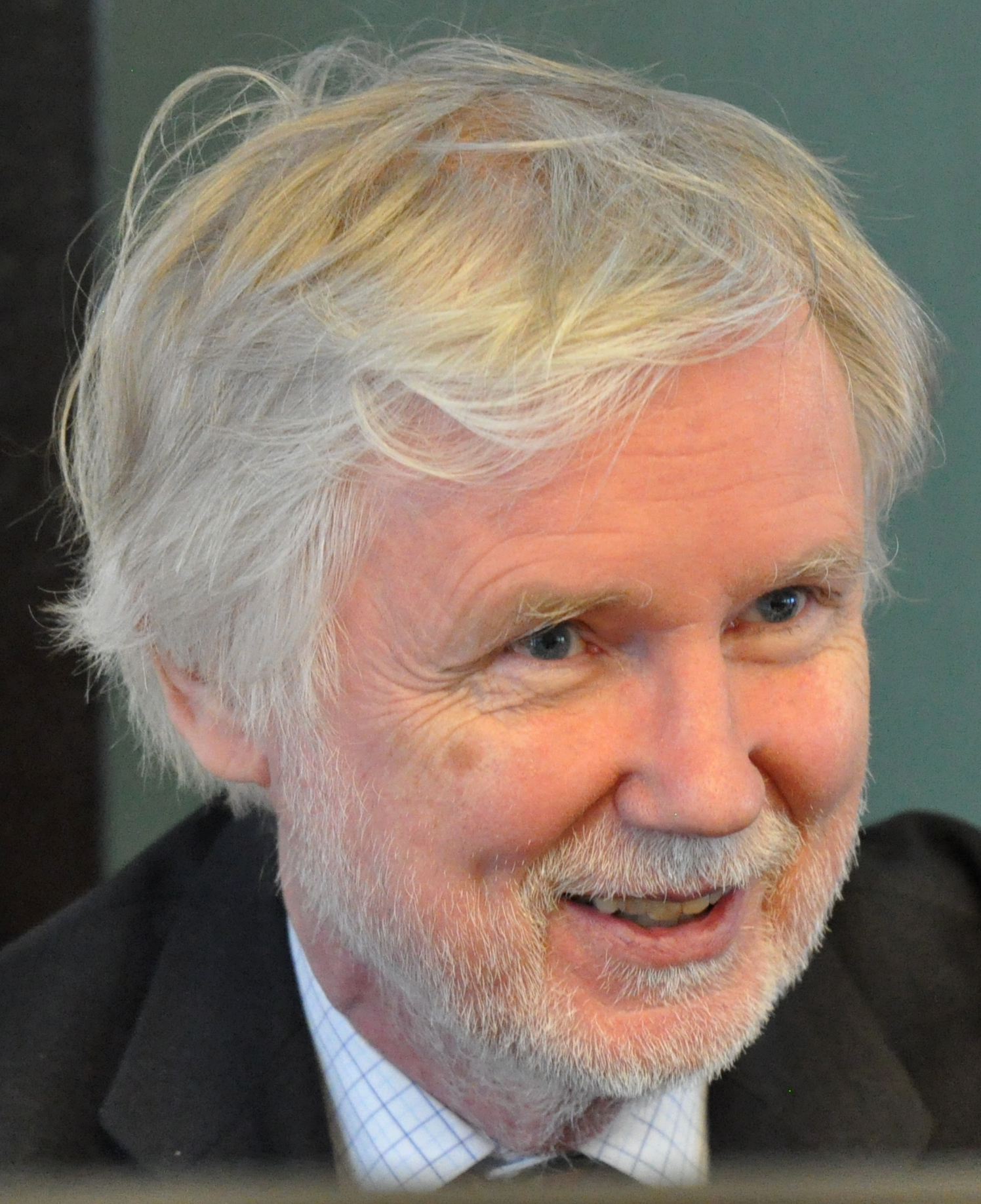
エルッキ・トゥオミオヤ D.Soc.Sc. 政治家
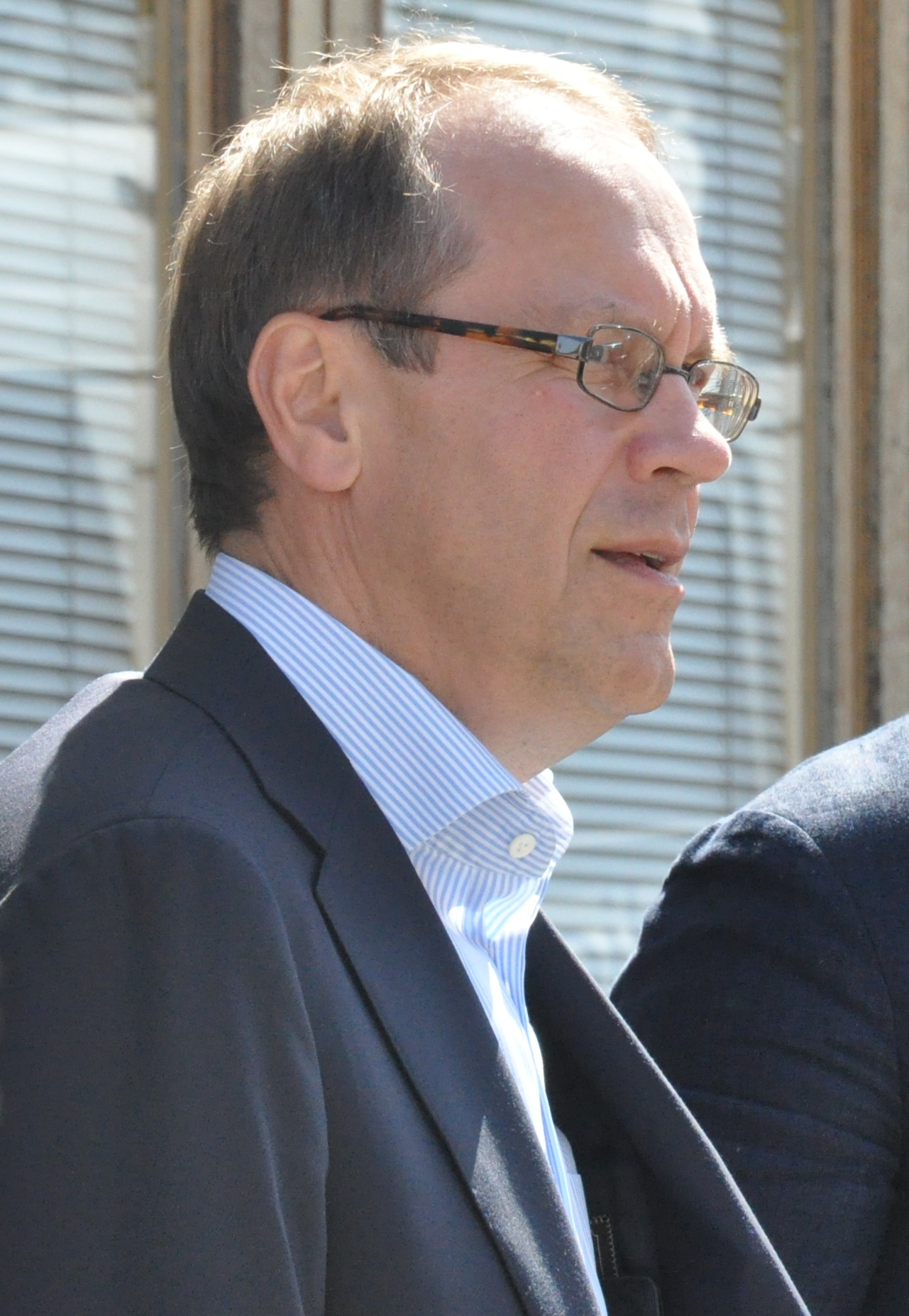
ヨルマ・オリラ M.Sc. (Tech.), M.Pol.Sc., M.Sc. (Econ.) ロイヤル・ダッチ・シェル会長

## その他
- 大学の敷地内の森には、カイヤ&へイッキ・シレーン設計のオタニエミ礼拝堂（英語版）がある[10]。